# Totila
Totila, znan tudi kot Baduila, je bil predzadnji kralj Ostrogotskega kraljestva, ki je vladal od leta 541 do 552, * 516, Treviso, † 1. julij 552, Targinae, Italija.
Bil je izkušen vojaški poveljnik in politik, ki je obrnil tok gotske vojne. Leta 543 je osvojil skoraj vse ostrogotsko ozemlje v Italiji, ki ga je leta 540 osvojilo Vzhodno Rimsko cesarstvo. 
Bil je sorodnik Teudisa, mečenosca Teoderika Velikega in kralja Vizigotov. Za kralja so ga jeseni 541 izvolili ostrogotski plemiči, ko je bil kralj  Vitigez kot ujetnik odpeljan  v Konstantinopel. Dokazal se je kot vojak in kot politik, ki je z osvoboditvijo sužnjev in delitvijo zemlje kmetom dobil tudi podporo nižjih družbenih slojev. Po uspešni obranitvi Verone je zasledoval in leta 542 bitki pri Favenciji (sedanja Faenza) porazil  mnogo močnejšo bizantinsko vojsko. Po tej zmagi je premagal Bizantince tudi v bitki pri Firencah in zasedel Neapelj. Do leta 543 je v vojni na kopnem in na morju osvojil večino izgubljenega ozemlja. Rim je zdržal njegov napad.  Totila je neuspešno pisno  pozval in opozoril Rimski senat na zvestobo, ki so jo prisegli njegovemu predhodniku Teodoriku Velikemu. Spomladi 544 je bizantinski cesar Justinijan I. poslal v Italijo svojega generala Belizarja, Totila pa je kljub temu  leta 546 zavzel Rim. Mesto je med enoletnim obleganjem zapustilo skoraj vse prebivalstvo. 
Ko je Totila odšel na pohod proti Bizantincem v Bazilikati južno od Neaplja, je Belizar zasedel Rim in obnovil mestne utrdbe. 
Po Belizarjevi vrnitvi v Konstantinopel leta 549 je Totila ponovno zavzel Rim in nadaljeval s ponovnim osvajanjem Italije in Sicilije. Do konca leta 550 je zavzel vse razen Ravene in štirih obalnih mest. Justinijan je naslednje leto poslal v Italijo svojega generala Narsa z vojsko 35.000 Langobardov, Gepidov in Herulov, ki so v Italijo prodirali s severa. Poleti 552 je bila gotska vojska v odločilni bitki pri Taginah poražena, Totila pa ubit. Nasledil ga je sorodnik Teja, ki je padel v bitki pri Mons Lactarius oktobra 552 ali na začetku leta 553. Žepi upora, okrepljeni s Franki in Alemani, ki so napadli Italijo leta 553, so se nadaljevali do leta 562, ko so Bizantinci prevzeli oblast nad celotno državo. 
Deželo je vojna tako opustošila, da se je vsaka vrnitev k normalnemu življenju izkazala za nemogočo. Leta 568, samo tri leta po Justinijanovi smrti, je večino države osvojil Alboin s svojimi Langobardi, ki so absorbirali preostalo ostrogotsko prebivalstvo.

## Sklic
1. ↑  National Library of Israel Names and Subjects Authority File
2. ↑  Hughes, Ian (2009). Belisarius: the last Roman general. Yardley Pennsylvania: Pen & Sword Books. str. 243. Pridobljeno 7. maja 2020.